# Мізінер
Мізіне́р (рос. Мизинер, марій. Мызэҥер) — присілок у складі Моркинського району Марій Ел, Росія. Входить до складу Шалинського сільського поселення.

## Населення
Населення — 88 осіб (2010; 107 у 2002).
Національний склад (станом на 2002 рік):
- лучні марійці — 99 %